# Hive (elektronische Archivierung)
hive ist ein System für eine elektronische Archivierung. Hauptmerkmale sind die einfach gehaltene Benutzeroberfläche und die schnelle Volltextsuche.
Die serverseitige Verarbeitung erfordert keine Dokumentenscanner oder Scanarbeitsplätze.

## Aufbau
Hive selbst setzt in den meisten Bereichen auf Open-Source-Komponenten auf. Sowohl die Hintergrundverarbeitung als auch die Benutzeroberfläche ist vollständig in der Skriptsprache PHP entwickelt. Die Dokumente sind mit allen konvertierten Zusatzdateien im Dateisystem abgelegt. Für die Haltung von Daten wie Metadaten, Volltext und Dokumenteigenschaften wird das MySQL Datenbanksystem mit MyISAM als Storage-Engine genutzt. Als Ablageschlüssel dient stets das Ergebnis einer Hashfunktion.

## Eigenschaften
Client-seitig wird keine Installation benötigt. Die Webschnittstelle bietet alle notwendigen Funktionen für die Anwendung und Administration. Die Verarbeitung wie Dokumententrennung, OCR und automatische Beschlagwortung findet am Server statt.
Dokumente werden ohne Hierarchie abgelegt. Die Wiederfindung erfolgt über Kategorien, Zusatzinformationen (Metadaten) und Volltext. Die Suche nutzt die Volltext-Suchengine der MyISAM-Storage-Engine.

## Schnittstellen
Für die Ablage existieren verschiedene Schnittstellen und Protokolle.
- Samba/Windows-Freigaben für Kopierer, Scanner oder Clients
- CUPS Druckerfreigabe für Archivierung aus Anwendungen ohne Dokumentausgabe
- FTP/SFTP
- IMAP für Archivierung per E-Mail
- Webschnittstelle

## Funktionen
- Speicherung verschiedener Datei-Typen (Microsoft Office, LibreOffice, Bilder, PDF)
- eigene Metadaten
- performante boolesche Volltext-Suche (MyISAM mit proprietären Erweiterungen)
- integrierte Texterkennung (OCR)
- serverseitige regelbasierte Dokumenterkennung, Dokumenttrennung und Leerseitenentfernung
- automatische regelbasierte Beschlagwortung
- Sperren, Freigeben (Auschecken, Einchecken)
- automatische Versionierung
- PDF-Download aller Datei-Typen
- Stapeldownload mehrerer Dokumente
- Aktenbildung zusammengehörender Dokumente
- Mouse-Over-Vorschau
- integriertes Backup
- Mehrsprachigkeit
- Client-Plattformunabhängigkeit (Windows, Linux, Mac OS X, Apple iOS, Android)
- Ablage in vielen Formaten (PDF/A, TIFF, JPEG)
- Serverdaten replizierbar

### Suche
- Wildcardsuche
- Volltextsuche
- Metadaten-Suche
- boolesche Suche (und, oder, nicht)
- Spezialsuchen (z. B. Dokumente, denen eine bestimmte Zusatzinformation fehlt)

### Administration
- ADS (Active-Directory) Integration
- LDAP Integration
- Rollen-Rechte-System
- Benutzer
- Gruppen/Rollen